# Тараклия (язовир)
Вижте пояснителната страница за други значения на Тараклия.
„Тараклия“ е язовир на река Ялпуг в южната част на Република Молдова. Той е третият и най-големият изкуствен водоем по течението на реката.
Разположен е в Южна Молдова, историческата област Буджак, на около 5 km северозападно от град Тараклия. Водоемът заема части от територията на Тараклийски район и на автономния район Гагаузия. Има площ от 1750 ha и вместимост от над 70 млн.3 Язовирната стена е с дължина над 2 km, като по нея преминава четирилентов автомобилен път.
Строежът на язовира започва през 1978 г. Официално е открит на 29 септември 1984 г. Създаден е с цел осигуряване на поливна вода за южната част на Молдавска ССР, СССР. В днешно време поради ниския дебит на река Ялпуг езерото е изпълнено с дунавска вода посредством лиманното езеро Ялпуг в Одеска област, Украйна.
Днес язовирът не постига своето предназначение, за което е създаден. Поради ниското подхранване от река Ялпуг той не изпълва своя обем, повишава се солеността на водата и това създава екологичен проблем в района – намаляват рибните запаси и изчезват водолюбивите птици.